# Lloyd C. Blankfein

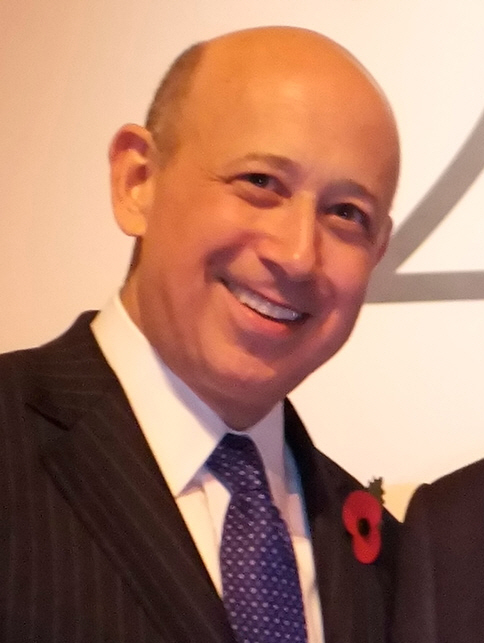
Lloyd Blankfein (2011)

Lloyd Craig Blankfein (* 20. September 1954 in der Bronx, New York) ist ein US-amerikanischer Bankmanager. Er war von Juni 2006 bis September 2018 Chairman und Chief Executive Officer (CEO) der Investmentbank Goldman Sachs.

## Herkunft und Studium
Blankfein wurde in einer jüdischen Familie in der Bronx geboren und wuchs als Sohn eines Postangestellten in einfachen Verhältnissen in Brooklyn auf. Er studierte als einziger aus seiner Familie und schloss sein Studium der Rechtswissenschaft an der Harvard University ab, die er heute finanziell unterstützt. Das Studium finanzierte er mit Stipendien und Krediten.

## Zeit bei Goldman Sachs
1981 bewarb er sich bei Goldman Sachs, wurde jedoch zunächst nicht eingestellt. Er arbeitete als Fachanwalt für Steuerrecht für die Firma Donovan, Leisure, Newton & Irvine, später bei J. Aron & Co., einem Spezialisten für Gold- und Rohstoffhandel. Als Goldman Sachs seinen Arbeitgeber aufkaufte, war er automatisch in der Firma, bei der er sich zuvor erfolglos beworben hatte. Hier machte er schnell Karriere.
2004 wurde er zum Vize-Präsidenten von Goldman Sachs befördert, dem Stellvertreter des CEO Henry Paulson, der später US-Finanzminister wurde.
Zu dieser Zeit beherrschte ein Trio aus Paulson und den Co-COOs und Präsidenten John A. Thain und John L. Thornton das Unternehmen. Allein im Jahre 2003 umfasste ihre Geschäftstätigkeit Abschlüsse im Gesamtwert von 393,4 Milliarden Dollar (Mergers & Acquisitions). Doch Thornton trat im März 2003 zurück und wurde Professor an der Tsinghua-Universität in Peking, Thain wurde Chef der New York Stock Exchange im Dezember desselben Jahres. Blankfeins Abteilung wurde hingegen zur erfolgreichsten im Haus und trug bald über ein Drittel der Einnahmen bei (5,6 Milliarden). Er selbst verdiente 2003 rund 20 Millionen Dollar. 2007 erhielt Blankfein mit 67,9 Millionen Dollar den größten Bonus, der bis dahin einem Wall-Street-Banker bezahlt wurde.
Als 2006 Paulson von US-Präsident George W. Bush zum Finanzminister berufen wurde, wurde Blankfein CEO von Goldman Sachs.
2007 unterstützte Blankfein Hillary Clinton als Präsidentschaftskandidatin der Demokratischen Partei, ebenso wie sein Kollege John J. Mack von Morgan Stanley. Clinton scheiterte jedoch gegen Barack Obama.
Im Sommer 2018 gab er seinen Rücktritt als CEO von Goldman Sachs Ende September bekannt. Wenige Wochen nach Übergabe der Geschäfte geriet er durch den Betrugsskandal um den malaysischen Staatsfonds 1MDB in die Schlagzeilen, da er an Besprechungen teilgenommen haben soll.

## Vermögen
Laut Forbes verfügt Blankfein über ein Privatvermögen von 1,2 Milliarden US-Dollar (Stand: Januar 2024).

## Kreditkrise
Im Juli 2007 wurde der Öffentlichkeit klar, dass sich eine Kreditkrise anbahnte, die Blankfein bereits im Oktober 2007 als überwunden einschätzte. Trotz der sich verstärkenden Krise stieg sein Bonus um 25 % auf 67,9 Millionen Dollar.
Im September 2008 veröffentlichte die New York Times eine Liste der Finanzbankiers mit ihren Aktienanteilen an den eigenen Unternehmen und verglich dabei deren Wert im Januar 2007 mit dem zu dieser Zeit aktuellen. Blankfeins Anteil an Goldman Sachs hatte demnach seinen Wert von 405,6 Millionen auf 291 Millionen Dollar vermindert.
Offenbar nahm Blankfein an der kleinen Runde teil, an der sich auch sein ehemaliger Vorgesetzter Paulson beteiligte, die für die Rettung des größten amerikanischen Versicherungsunternehmens American International Group verantwortlich war, und bei der Goldman Sachs wohl rund 20 Milliarden investiert hat.
Im November 2009 meinte Blankfein, er verrichte „Gottes Arbeit“, nahm diese Äußerung aber später wieder zurück.
Während Aktienkurs und Gewinn von Goldman Sachs 2011 um 46 bzw. 47 Prozent sanken, erhielt Blankfein mit 16,2 Millionen Dollar eine um 14,5 Prozent höhere Vergütung als im Vorjahr.
In dem 2011 veröffentlichten Film Too Big to Fail – Die große Krise, der sich mit der Finanzkrise seit 2007 beschäftigt, wurde Blankfein von Evan Handler dargestellt.

## Privates
Blankfein ist seit 1983 mit der ehemaligen Anwältin Laura Jacobs Blankfein verheiratet. Sie haben zwei Söhne und eine Tochter.
Im September 2015 wurde bekannt, dass Lloyd Blankfein an Lymphdrüsenkrebs erkrankt ist.
Er ist Mitglied des Council on Foreign Relations.